# Октябрьский проспект (Новокузнецк)
Октябрьский проспект (Новокузнецк) — одна из главных магистралей города, находится в Центральном районе Новокузнецка (Кемеровской область — Кузбасса).
Начало берёт с кольца Бардина, Кирова и Кузнецкстроевского проспектов и заканчивается пересечением с Транспортной улицей. Пересекает улицу Циолковского и проспект Дружбы.
Продолжением Октябрьского проспекта является Кондомское шоссе, соединявшее город и Аглофабрику (ЕВРАЗ).

## История
До 1957 года на месте дороги был двухкилометровый пустырь, который затоплялся Томью, поэтому никакого жилья там не было. В 1961 году, после сооружения дамбы, началась застройка первого микрорайона, который горожане вскоре стали называть «новой республикой», а сам проспект должен был соединить Комсомольскую площадку и площадь в районе 1-й городской больницы. 
18 апреля 1961 года, решением горисполкома (№ 122), проспект назвали в честь Патриса Лумумбы и именно здесь в Новокузнецке появились первые панельные дома башенного типа. 
28 февраля 1967 года, решением горисполкома (№ 82), проспект переименовывают в Октябрьский, а проезд Моховой, появившейся в 1935 году, — в улицу Лумумбы. В этом же году на проспекте открывается самый большой (1240 мест) в городе кинотеатр «Сибирь». 6 января 1978 года по проспекту начал ходить первый в городе троллейбус, по маршруту «Октябрьский — Вокзал». В 1987 году начинает работать самый крупный на юге Кузбасса специализированный магазин «Автолюбитель».  
С 1 мая 2024 года началась полная и самая масштабная реконструкция Октябрьского проспекта в рамках программы «Безопасные Качественные Дороги» (БКД). Реконструкция была частично завершена в октябре. В 2025 году реконструкция продолжилась

## Здания и сооружения
Проспект застроен типовыми пяти- и девятиэтажками. 
В начале проспекта находится «Дом Быта» (Универмаг) на кольце Универбыта и композиция «Дружба народов», Сквер имени Александра Выпова.
Между домов по проспекту Октябрьский № 36 и 38А находится Сквер имени Кузнецова (построен в 2019 году).
На пересечении с улицы Циолковского — Бульвар Героев, Кинотеатр «Сибирь» (с 2020 года — протестантская церковь).
Магазин «Автолюбитель», который был открыт в 1987 году.
- Кузбасский юридический институт (КИФСИН России)

## Реконструкция
В конце 2023 года Администрация города Новокузнецк запланировала на 2024 год масштабную реконструкцию всего проспекта Октябрьский (с улицы Кирова до проспекта Дружбы). В течение строительного сезона подрядчики должны будут провести огромный объём работ — заменить асфальтовое покрытие на автомобильной дороге, столбы освещения и опоры контактной сети трамвая и троллейбуса, автобусные остановочные павильоны и верхнее строение трамвайного пути, заменят и асфальт на пешеходных тротуарах. 
На реконструкцию выделили порядка 122 миллионов рублей.

## Транспорт
По проспекту проходят троллейбусы № 1, 2, 6, 7.
Автобусы № 27, 66, 70, 160.
Трамваи № 2, 5, 9. Остальные маршруты проходят на отдельных участках улицы:
- от Универбыта до Бульвара Героев (улицы Циолковского) — трамваи № 2, 5, 9; троллейбусы № 1, 2, 7; автобусы № 66, 70.
- от Бульвара Героев до проспекта Дружбы — трамваи № 2, 5, 9; троллейбусы № 1, 2, 7; автобусы № 27, 66, 70, 160 (Октябрьский проспект — Аэропорт).
- от проспекта Дружбы до улицы Транспортной — троллейбусы № 1, 2, 7; автобусы № 66, 160 (Октябрьский проспект — Аэропорт).

Остановки
- «пр. Октябрьский (Хлебзавод)». Конечная маршрутов троллейбуса № 1, 2, 7 и автобусного № 160. Проходящая для маршрута № 66.
- «Бульвар Героев». Трамваи № 2, 5, 9; троллейбусы № 1, 2, 7; автобусы № 27, 27к, 66, 70, 160 (Октябрьский проспект — Аэропорт).
- «Комсомольская площадка». Трамваи № 2, 5, 9; троллейбусы № 1, 2, 7; автобусы № 66, 70, 160 (Октябрьский проспект — Аэропорт).
- «Магазин Светлана». Только трамваи № 2, 5, 9.
- «Спортсмен». Только троллейбусы № 1, 2, 7 и автобусы № 27, 27к, 66, 70, 160 (Октябрьский проспект — Аэропорт).
- «Универбыт» — только трамваи № 2, 5, 9.

По центру возможно доехать до Кузнецкстроевского проспекта, улицы Орджоникидзе, проспекта Курако, улицы Циолковского, проспекта Дружбы, улицы Транспортной, улицы Кутузова, проспекта Бардина, проспекта Металлургов, улицы Белана и проспекта Строителей.

## Скверы и бульвары проспекта Октябрьский
Бульвар Героев
Торжественно открыт 9 мая 1975 года, когда был зажжён Вечный огонь. Он вспыхнул от пламени мартеновской печи Кузнецкого металлургического комбината. В этот же день торжественно открылся Пост № 1. Второе открытие бульвара Героев состоялось в 1977 году, когда были закончены и установлены скульптурные рельефы Венка Славы. Венок Славы представляет квадратную стелу на четырёх гранитных столбах со скульптурным фризом, облицованным внутри скульптурным, а снаружи — декоративным рельефом.
Сквер имени Алексея Кузнецова
В 2019 году в городе Новокузнецке в рамках национального проекта «Жильё и городская среда» и федерального проекта «Формирование комфортной городской среды» было начато благоустройство двух общественных пространств — сквер имени Кузнецова. Алексей Фёдорович Кузнецов был генеральным директором Кузнецкого Металлургического комбината. Под его руководством предприятие пережило значительный экономический подъём, техническое перевооружение и реконструкцию действующих производств. Благодаря Кузнецову в городе строилось новое жильё, детские сады, пионерский лагерь «Космонавт», горнолыжная база «Мрас-Су» профилакторий «Металлург». Мемориал Славы кузнецких металлургов, реконструкция ледового Дворца спорта также связаны с его именем.
Сквер имени Александра Выпова
Проект благоустройства территории Сквера имени архитектора Александра Ивановича Выпова выполнен по заказу администрации города Новокузнецка. Строительство объекта закончено в 2018 году в рамках реализации приоритетной федеральной программы «Формирование комфортной городской среда». Сквер носит имя архитектора Александра Ивановича Выпова, автора, в числе прочего, монументальной композиции «Дружба народов», возведённой в честь пятидесятой годовщины основания СССР, являющейся доминантой прилегающей территории.

## Почтовые индексы
654018 — Улица Циолковского, 59.
654041 — Улица Циолковского, 29.
654066 — Улица Грдины, 7.